# باول باب
باول باب (بالرومانية: Paul Papp)‏ (11 نوفمبر 1989 في رومانيا - ) هو لاعب كرة قدم روماني في مركز قلب الدفاع (كرة القدم). شارك مع منتخب رومانيا تحت 21 سنة لكرة القدم ومنتخب رومانيا لكرة القدم ومنتخب رومانيا تحت 19 سنة لكرة القدم. أما مع النوادي، فقد لعب مع كييفو فيرونا ونادي أسترا جورجو ونادي بوتوشاني ونادي ستيوا بوخارست ونادي فاسلوي ونادي ويل ونادي فارول كونستانتسا وFC Unirea Dej ‏.

## وصلات خارجية
- باول باب على موقع الاتحاد الأوربي (الإنجليزية)
- باول باب على موقع قاعدة بيانات كرة القدم.إي يو (الإنجليزية)
- باول باب على موقع ناشيونال فوتبول تيمز (الإنجليزية)
- باول باب على موقع Soccerway.com (الإنجليزية)
- باول باب على موقع عالم كرة القدم.نت (الإنجليزية)
- باول باب على موقع AS.com (الإسبانية)